# Pilotrichum macranthum
Pilotrichum macranthum là một loài rêu trong họ Pilotrichaceae. Loài này được (Dozy & Molk.) Hampe mô tả khoa học đầu tiên năm 1862.